# Віттенборн
Віттенборн (нім. Wittenborn) — громада в Німеччині, розташована в землі Шлезвіг-Гольштейн. Входить до складу району Зегеберг. Складова частина об'єднання громад Лецен.
Площа — 6,19 км2. Населення становить 974 ос. (станом на 31 грудня 2020).